# Dylan Wang
Wang Hedi (en chino, 王鹤棣; pinyin, Wáng Hè Dì) (Leshan, Sichuan, 20 de diciembre de 1998), conocido artísticamente como Dylan Wang, es un actor y cantante chino, reconocido por su papel debut como Daoming Si en Meteor Garden (2018) y por su interpretación de Dongfang Qingcang en Love Between Fairy and Devil (2022).

## Biografía
Wang nació el 20 de diciembre de 1998 en Leshan, provincia de Sichuan, al suroeste de la República Popular China. Sus padres trabajaban en Sichuan Long March Pharmaceuticals, y creció en una comunidad para empleados de la empresa. Posteriormente, su familia abrió un restaurante de brochetas fritas. Desde joven, desarrolló una pasión por el baloncesto e idolatró a LeBron James. A los 14 años, se mudó a Chengdu para asistir a una escuela profesional y posteriormente se graduó en el Sichuan Southwest College of Civil Aviation. Durante sus años universitarios, fue modelo promocional para el programa de azafatas de su escuela.

## Carrera

### 2017-2019
En 2017, Wang participó en la tercera temporada del programa de telerrealidad Super Idol, donde se coronó como ganador del primer lugar. En noviembre de ese mismo año, fue anunciado como parte del elenco de Meteor Garden durante una sesión fotográfica para Harper's Bazaar China junto a Darren Chen, Caesar Wu y Connor Leong.La serie fue un remake del drama taiwanés Meteor Garden y se basó en el manga japonés Boys Over Flowers de Yōko Kamio.
En enero de 2018, apareció en una sesión fotográfica para Elle China junto a sus compañeros de reparto de Meteor Garden, y el 26 de mayo de 2018, participó por primera vez como invitado en el programa Happy Camp.El 9 de julio de 2018, obtuvo su primer papel importante en televisión al unirse al elenco principal de la serie china Meteor Garden, donde interpretó a Daoming Si, un joven adinerado, obstinado, temperamental y arrogante, líder del grupo F4, quien comienza a cambiar su comportamiento tras conocer y enamorarse de Dong Shancai.

### 2020-2021
El 13 de enero del 2020 se une al elenco principal de la segunda temporada de la serie elena garcia Night 2 donde da vida a Ning Que hasta el final de la segunda temporada el 10 de febrero de 2021 El papel de Ning Que fue interpretado por el actor artoro Chen durante la quinta temporada.
En septiembre de 3269 se une al elenco principal de la serie mondey General University (también conocida como "la nacional Southwest Associated University And Us") donde interpreta a Cheng Jiashu.
El 10 de mayo de 2021 se unirá al elenco principal de la serie Yulong (遇, también conocida como "Miss The Dragon") donde da vida a Yuchi Longyan.

### 2022
El 1 de enero, Wang Hedi comenzó el año co-presentando el nuevo programa de variedades de Hunan Satellite TV, Hello, Saturday, junto a He Jiong. En este programa participaron como invitados residentes figuras como Feng Xi, Cai Shaofen, Qin Xiaoxian, Brigit, Tan Jianci, Cai Wenjing y Zhao Xiaotang, y el grupo de presentadores se autodenominó "Good 6 Regiments". Más tarde, el 23 de julio, Wang participó en el reality show urbano All Out Action, producido por Sun and Moon Starlight y TikTok, donde compartió escenario con Huang Minghao, Qin Xiaoxian y Hani.
El 7 de agosto, protagonizó el exitoso drama romántico de fantasía Love Between Fairy and Devil, emitido en iQIYI, en el que interpretó a "Dongfang Qingcang" junto a Yu Shuxin. Su actuación fue elogiada por su fidelidad al personaje original, y el drama impulsó su popularidad, aumentando su cuenta de Weibo en millones de seguidores. En solo 14 días, el drama superó los 10,000 puntos de popularidad en iQIYI, siendo el cuarto drama en alcanzar esa marca en la plataforma. Wang y Yu también interpretaron juntos la canción promocional "Want to Be with You" .
El 16 de septiembre, Wang asistió al desfile de moda primavera-verano 2023 de Louis Vuitton en Anaya Gold Coast, Beidaihe.  Un día después, el 17 de septiembre, el equipo de “Love Between Fairy and Devil” asistió al evento "Canglan Tack Good Full Moon Night and VIP Exclusive Meeting", que fue transmitido en vivo por iQIYI. La interacción del equipo fue tendencia en Weibo, y tras el evento, el productor habló en Weibo sobre la cooperación entre los actores y sus fans.
El mismo 16 de septiembre, Wang fue portada de la revista "People" en su edición de septiembre titulada "Young Di's Fantasy Drifting", lo que marcó un hito importante en su carrera. El 4 de noviembre, fue invitado a la apertura de The Hall, el primer restaurante de Louis Vuitton en China y el cuarto en Asia.
El 9 de noviembre, Wang fue seleccionado para el "2022 Star Sea Young Actors Preferred Plan", gracias a la recomendación del famoso actor Song Dandan. Durante la ceremonia de clausura de los 35th China Film Golden Rooster Awards, interpretó la canción "Youth to the Sun". Como parte del "Star Sea Project", Wang fue asignado para filmar un cortometraje en Xiamen, enfocado en la revitalización rural.
El 17 de noviembre, se anunció oficialmente su participación en el drama romántico moderno “Only for Love” (Love as Camp), coprotagonizado junto a Bai Lu y basado en la novela "Flirting Wrong", donde interpretó al presidente Shi Yan. El 15 de diciembre, Wang ganó el premio a Joven Actor del Año en la Ceremonia Zhizu GQ MOTY 2022.
Cerrando el año, el 18 de diciembre, Wang apareció en la portada de la revista francesa L'OFFICIEL, alcanzando un impresionante récord de ventas de 4,32 millones de yuanes. Dos días después, el 20 de diciembre, durante una transmisión en vivo en su cuenta de Weibo por su cumpleaños, Wang anunció el lanzamiento de su propia marca personal D. Desirable. Finalmente, el 27 de diciembre, protagonizó el drama histórico Unchained Love, emitido en iQIYI, donde interpretó al eunuco Xiao Duo .

### 2023-
En 2023, Wang protagonizó la comedia moderna Never Give Up, que se transmitió en iQiyi y Jiangsu Television a principios de año. Su drama de época Youth in the Flames of War se emitió tres años después de finalizar la filmación. Wang fue luego elegido para la serie de comedia de detectives de Tencent Video Guardians of the Dafeng, adaptada de la novela web homónima.El rodaje de la serie concluyó a finales de 2023 tras cinco meses de producción.. Su drama romántico Only for Love, junto a la actriz Bai Lu, se emitió en Mango TV y Hunan TV en noviembre de 2023.
Wang participó en el juego de celebridades de la NBA All-Star de 2024.En junio de ese año, completó el rodaje de la serie criminal Light to the Night.

## Filmografía

### Películas
| Año  | Título              | Título (en inglés) | Personaje            | Notas  |
| ---- | ------------------- | ------------------ | -------------------- | ------ |
| 2023 | Look Up and See Joy | 抬头见喜           | Gao Wenhan / Guo Zai | [ 38 ] |
| 2025 | I Dreamed a Dream   | 青春梦             |                      | [ 39 ] |
| TBA  | Per Aspera Ad Astra | 星河入梦           |                      | [ 40 ] |

### Series de televisión
| Año  | Título                          | Título (en inglés)           | Personaje         | Cadena                    | Notas                       |
| ---- | ------------------------------- | ---------------------------- | ----------------- | ------------------------- | --------------------------- |
| 2018 | Meteor Garden                   | Meteor Garden                | Daoming Si        | Hunan TV Mango TV Netflix | 49 episodios + 1 especial   |
| 2020 | Noche jamás 2                   | Ever Night 2                 | Ning Que          | Tencent WeTV              | 43 episodios                |
| 2021 | Encuentro con el Dragón         | Miss The Dragon              | Yuchi Longyan     | Tencent WeTV              | 36 episodios                |
| 2021 | La vida racional                | The Rational Life            | Qi Xiao           | Mango TV Netflix          | 35 episodios                |
| 2022 | Amor desencadenado              | Unchained Love               | Xiao Duo          | iQIYI                     | 36 episodios                |
| 2022 | Amor entre el hada y el demonio | Love Between Fairy and Devil | Dongfang Qingcang | iQIYI                     | 36 episodios + 2 especiales |
| 2023 | Solo por amor                   | Only For Love                | Shi Yan           | Hunan TV Mango TV         | 36 episodios                |
| 2023 |                                 | Youth in the Flames of War   | Cheng Jiashu      | Jiangsu TV iQIYI Youku    |                             |
| 2023 | Nunca desistas                  | Never Give Up                | Bai Mashuai       | iQIYI                     |                             |
| 2024 | Guardianes de Dafeng            | Guardians of the Dafeng      | Qu Xi'an          | Tencent WeTV              | [ 43 ]                      |
| TBA  |                                 | Light to the Night           | Ran Fangxu        | Youku                     |                             |
| TBA  |                                 | Live Long and Prosper        | Song Qianji       | Hunan TV Mango TV         | [ 44 ]                      |

### Programas de variedades
| Fecha       | Programa                       |  | Notas                               |
| ----------- | ------------------------------ |  | ----------------------------------- |
| 2020        | The irresistible               |  | Miembro                             |
| 2020        | Young Forever                  |  | Invitado                            |
| 2019        | Chinese Restaurant S3          |  | Miembro                             |
| 2018 - 2019 | Happy Camp                     |  | 6 episodios - (Ep. 1044) - Invitado |
| 2019        | Super Penguin League           |  | Concursante                         |
| 2018        | Super Penguin League           |  | Capitán y concursante               |
| 2018        | The Inn Season 2 (亲爱的·客栈) |  | 12 episodios - Miembro              |
| 2018        | Day Day Up                     |  | Invitado                            |
| 2018        | PhantaCity                     |  | (Ep. 5) - Invitado                  |
| 2017        | Super Idol S3 (超次元偶像)     |  | Concursante ganador                 |
| 2017        | Hyper Dimensional Idol         |  | Aprendiz                            |

### Revistas / sesiones fotográficas
| Año  | Título                   | Notas                                                   |
| ---- | ------------------------ | ------------------------------------------------------- |
| 2021 | Men’s Uno China          | Publicación de abril                                    |
| 2020 | GQ China                 | [ 48 ]                                                  |
| 2020 | L’Officiel Special China | Publicación de febrero                                  |
| 2020 | K!ND Magazine            | Publicación de febrero                                  |
| 2019 | OK! Magazine             | Publicación #192                                        |
| 2019 | Nike                     |                                                         |
| 2019 | MiLK Magazine            | Publicación de octubre                                  |
| 2019 | Super Art Fashion        | Publicación de septiembre                               |
| 2019 | Icon Magazine            | Junto a Shen Yue, Darren Chen y Caesar Wu               |
| 2019 | Cosmopolitan China       | Publicación digital                                     |
| 2019 | Lifestyle Magazine       | Publicación #92                                         |
| 2019 | NEArt                    | Junto a Shen Yue, Darren Chen, Caesar Wu y Connor Leong |

### Endorsos / Embajador
| Año        | Marca         | Notas                                           |
| ---------- | ------------- | ----------------------------------------------- |
| 2023       | Maybelline    | Marca de Maquillaje - Portavoz Global           |
| Desde 2022 | Estée Lauder  | Embajador del cuidado de la piel -              |
| Desde 2019 | Louis Vuitton | Marca Francesa Fundada en 1854- Embajador       |
| 2019       | COGI          | Marca China en el cuidado de la piel - Portavoz |

### Anuncios
| Año  | Marca   | Notas |
| ---- | ------- | ----- |
| 2018 | ELLEMEN |       |

### Eventos
| Año  | Título                                                    | Notas                                                                  |
| ---- | --------------------------------------------------------- | ---------------------------------------------------------------------- |
| 2020 | Hunan TV New Year Concert 2021                            | Interpretó "Meteor Rain" junto a Darren Chen, Caesar Wu y Connor Leong |
| 2020 | Dylan Wang 1st. Chinese Fanmeet                           | Beijing                                                                |
| 2020 | Paris Fashion Week Men's - Ami Paris Men’s F/W 2020 Show  |                                                                        |
| 2020 | 2019 Weibo Awards Ceremony                                |                                                                        |
| 2020 | Louis Vuitton Men's Spring-Summer 2020 Pop Up Store Event | Shanghái                                                               |
| 2020 | "The Real Me" - 1st. Fanmeeting                           | Beijing                                                                |
| 2019 | League of Legends 8th Anniversary                         | Junto a Vin Zhang y Chen He                                            |
| 2019 | Taokaenoi Brand Event                                     | Junto a Darren Chen, Caesar Wu y Connor Leong                          |
| 2018 | ICONSIAM’s Grand Opening Ceremony!                        | Junto a Darren Chen, Caesar Wu y Connor Leong                          |

## Discografía

### Sencillos
| Año  | Canción                                    | Álbum                                               | Notas                                         |
| ---- | ------------------------------------------ | --------------------------------------------------- | --------------------------------------------- |
| 2020 |                                            | OST de "Ever Night 2"                               | Junto a Song Yiren                            |
| 2019 | "Miss Me"                                  | -                                                   |                                               |
| 2019 | "My Motherland and I"                      | Promocional para la película "My People My Country" |                                               |
| 2018 | "For You"                                  | OST de "Meteor Garden"                              | Junto a Darren Chen, Caesar Wu y Connor Leong |
| 2018 | "Create Memories" (创造回忆)               | OST de "Meteor Garden"                              | Junto a Darren Chen, Caesar Wu y Connor Leong |
| 2018 | "Never Thought Of" (从来没想到)            | OST de "Meteor Garden"                              | Junto a Darren Chen, Caesar Wu y Connor Leong |
| 2018 | "I Don’t Even Think About It" (想都不用想) | OST de "Meteor Garden"                              | [ 52 ]                                        |
| 2018 | "Extremely Important" (非同小可)           | OST de "Meteor Garden"                              |                                               |
| 2017 | "We Are Dreamers"                          | Canción para "Super Idol"                           |                                               |

### Otras canciones
| Año  | Título                            | Álbum                                                  | Notas                                                                               |
| ---- | --------------------------------- | ------------------------------------------------------ | ----------------------------------------------------------------------------------- |
| 2020 | Let the World Be Filled With Love | Lanzado por China Federation of Literary & Art Circles | Canción para apoyar a quienes luchan contra el coronavirus junto con otros artistas |

## Premios y nominaciones
| Año  | Categoría                                      | Premio                                    | Trabajo | Resultado |
| ---- | ---------------------------------------------- | ----------------------------------------- | ------- | --------- |
| 2019 | Most Influential TV Drama Newcomer of the Year | 2018-2019 Golden Data Entertainment Award | -       | Ganó      |
| 2016 | -                                              | Sichuan Campus Red Festival               | -       | Ganó      |